# 希思克里克鎮區 (密蘇里州佩蒂斯縣)
希思克里克鎮區（英語：Heath Creek Township）是位於美國密蘇里州佩蒂斯縣的一個行政鎮區。

## 地方資料
希思克里克鎮區的面積為144.20平方千米，當中陸地面積為143.39平方千米，而水域面積為0.81平方千米。根據2020年美國人口普查的數據，當地共有人口650人，而人口密度為每平方千米4.51人。